# Alvin Wyckoff

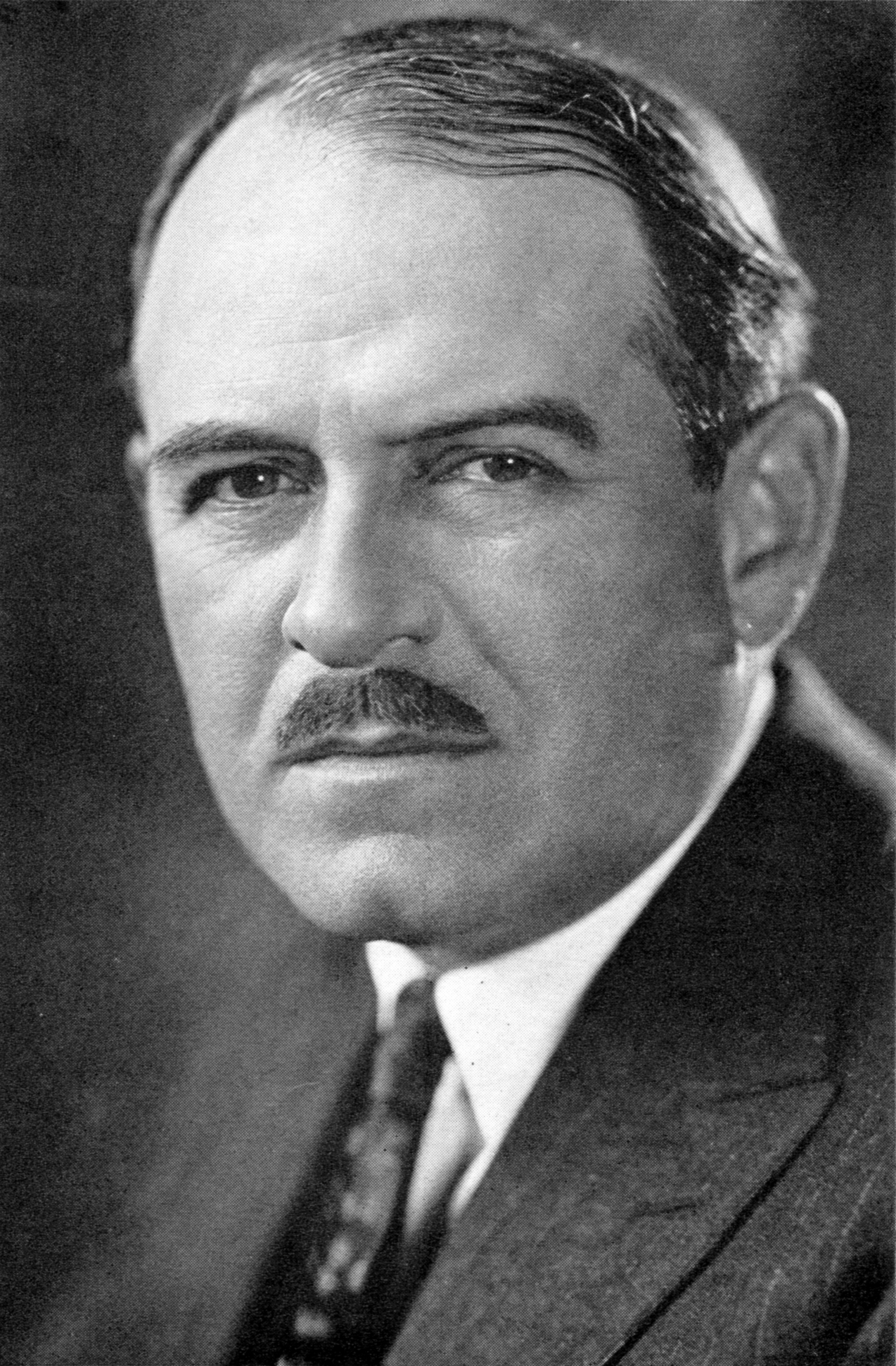
Alvin Wyckoff (1942)

Alvin Wyckoff (* 3. Juli 1877 in New York City, Vereinigte Staaten; † 30. Juli 1957 in Los Angeles) war ein US-amerikanischer Kameramann und Pionier der Stummfilmfotografie.

## Leben und Wirken
Wyckoff erhielt noch vor der Jahrhundertwende eine Ausbildung zum Fotografen. Zum Film stieß er vor Ausbruch des Ersten Weltkriegs. Von Anbeginn arbeitete er eng mit Cecil B. DeMille zusammen und war bis 1923 nahezu exklusiv für ihn tätig. Später filmte der gebürtige New Yorker auch Inszenierungen zentraler DeMille-Kollegen wie Dimitri Buchowetzki, Fred Niblo, Lewis Milestone und Allan Dwan. Schon frühzeitig war Wyckoff an der Entwicklung eines Zwei-Farben-Technicolorsystems beteiligt; seine Farbaufnahmen sind in einzelnen Sequenzen berühmter Frühwerke wie DeMilles Joan the Woman und Howard Hughes’ Weltkriegsfilm Höllenflieger zu sehen.
Bereits in den ersten Tonfilmjahren begann Wyckoffs beruflicher Niedergang. Als Kameramann von abendfüllenden Spielfilmen fand er ab Mitte der 1930er Jahre keine Beschäftigung mehr, und so konzentrierte er sich nunmehr auf die Fortentwicklung der Farbfilmfotografie, die er als Kameramann, zusammen mit seinem Kollegen Jack Marta, zuletzt 1936 bei dem B-Western Zorro, der tollkühne Caballero einsetzte, einem der ersten Farbfilme der Produktionsfirma Republic Pictures.

## Filmografie
| - 1914: The Spoilers - 1914: The Call of the North - 1914: The Virginian - 1914: Rose of the Rancho - 1914: The Girl of the Golden West - 1915: The Captive - 1915: The Arab - 1915: Kindling - 1915: Carmen - 1915: Das Brandmal der Rache (The Cheat) - 1915: The Golden Chance - 1915: Temptation - 1916: Trail of the Lonesome Pine - 1916: Maria Rosa - 1916: The Dream Girl - 1916: Joan the Woman - 1917: The Little American - 1917: Die Todesprinzessin (The Woman God Forgot) - 1917: Die Goldgräber (The Devil Stone) - 1918: Old Wives For New - 1918: Till I Come Back to You - 1918: The Squaw Man - 1919: Don’t Change Your Husband - 1919: For Better For Worse - 1919: Zustände wie im Paradies (Male and Female) - 1920: Irrwege einer Ehe (Why Change Your Wife?) - 1921: Anatol, der Frauenretter (The Affairs of Anatol) - 1921: Fool’s Paradise | - 1922: Blut und Sand (Blood and Sand) - 1922: Saturday Night - 1923: Frauen auf schiefer Bahn (Manslaughter) - 1923: Adams Rippe (Adam’s Rib) - 1923: Der Mann mit den zwei Frauen (Pleasure Mad) - 1924: Cleo, das Mädchen von der Straße (Men) - 1924: Die Frau des Kommandeurs (Lily of the Dust) - 1925: Der Teufelsjunge (The Lucky Devil) - 1925: Seine Hoheit verlobt sich (The Swan) - 1925: Irish Luck - 1925: Ein Kuß im Dunkel (A Kiss in the Dark) - 1926: The Canadian - 1926: The New Klondike - 1926: Der Mann seiner Frau (Tin Gods) - 1926: Blind Alleys - 1927: Spider Webs - 1929: Vampyre der Großstadt (Night Ride) - 1930: Höllenflieger (Hell’s Angels) (nur Spezialaufnahmen) - 1930: The Storm - 1932: Wenn ich eine Million hätte (If I Had a Million) - 1933: Wine, Women and Song - 1934: White Heat - 1934: Lost Jungle - 1935: Maria Elena - 1936: Zorro, der tollkühne Caballero (The Bold Caballero) - 1937: A Street of Memory (Kurzfilm) - 1942: The Magic Alphabet (Kurzfilm) - 1943: Tips on Trips (Kurzfilm) - 1945: A Message to Women (Kurzfilm) |